# Dominique Wolton

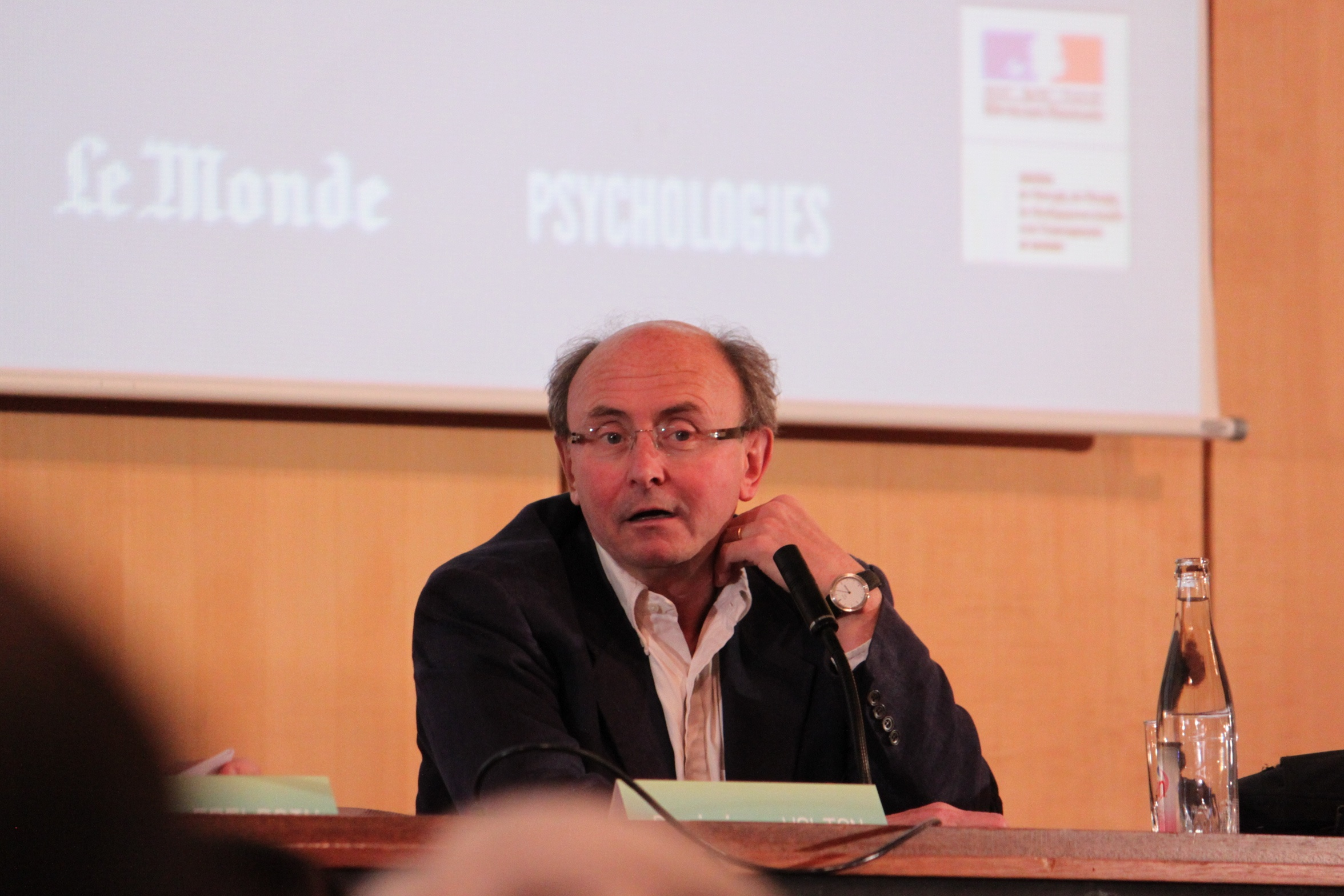
Dominique Wolton, em 2011

Dominique Wolton (Duala, 26 de abril de 1947) é um sociólogo francês, especialista em Ciências da Comunicação. Seus temas de estudo incluem mídias, espaço público e comunicação política. É diretor de pesquisa do Centre national de la recherche scientifique, onde coordena o Laboratório de Informação, Comunicação e Implicações Científicas.
Entre outros livros é autor de Elogio do grande público: uma teoria crítica da televisão (Ática, 1990), Pensar a Comunicação (UnB, 2004), Internet, e depois? - Uma teoria crítica das novas mídias (Sulina, 2009) e Informar não é comunicar (Sulina 2010).
Em 2013, foi agraciado com a Ordem Nacional da Legião de Honra.